# گرین‌ویل (نیویورک)
گرین‌ویل (به انگلیسی: Greenvale) یک منطقهٔ مسکونی در ایالات متحده آمریکا است که در شهرستان نساو، نیویورک واقع شده‌است. گرین‌ویل ۰٫۷ کیلومتر مربع مساحت و ۱٬۰۹۴ نفر جمعیت دارد و ۵۷ متر بالاتر از سطح دریا واقع شده‌است.